# デリー
デリー首都直轄領（デリーしゅとちょっかつりょう、ヒンディー語: दिल्ली [d̪ɪlliː]、英語: National Capital Territory of Delhi）は、インドの首都 。8つの連邦直轄領のひとつ。面積1,483 km2、人口は約1679万人で、インド北部の大都市圏を形成しており、同国の商業・工業・政治の中心地にして南アジアを代表する世界都市の一つ。

## 都市の概説

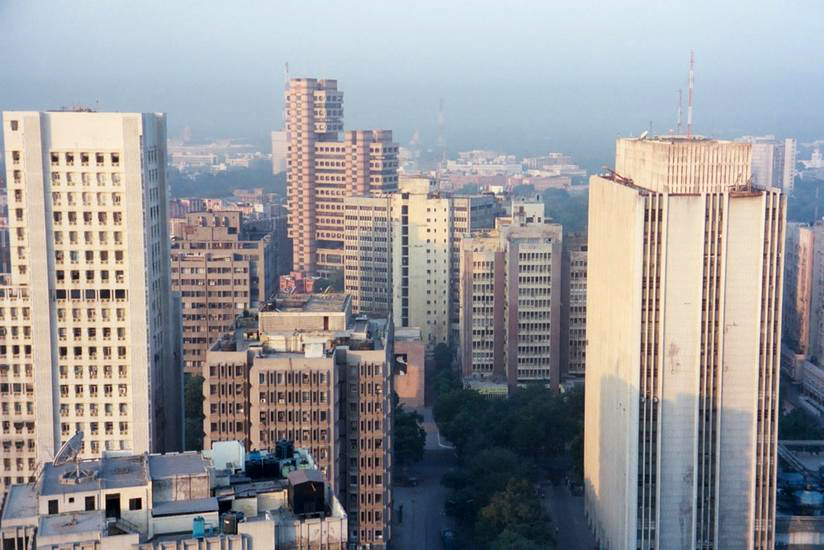
ニューデリー行政区にあるコンノートプレイスのスカイライン

デリー首都圏を構成し、ニューデリーとオールドデリーに分けられる。ニューデリーの中にはニューデリー行政区があり、ここに連邦の首都機能がある。古くは現在のオールドデリーだけの町であったが、イギリス統治下の新しい首府としてニューデリーが建設された。イギリスの設計と建設による新都市部分をニューデリーと呼び、古くからある町をオールドデリーと呼んでいる。2019年の近郊を含む都市圏人口はおよそ2850万人であり、世界第3位の巨大な大都市圏を形成している。デリー首都圏の2014年の都市GDPは2936億ドルであり、世界第36位である。
デリー首都圏の行政機構改革により2002年以降に発行された『世界の国一覧表』（編集発行・世界の動き社、編集協力・外務省）においてはインドの首都が「ニューデリー」から「デリー」に修正され、この変更が文部科学省の学習指導要領にも反映されているため日本の教育現場ではインドの首都は「デリー」と指導されるようになった。ただし日本の外務省のサイト、インド政府の公式サイト、国連の地名標準記法一覧表では、首都は「ニューデリー」と表記されている。
デリー連邦直轄地とニューデリーの関係は、日本で言えば東京都とその1区域である千代田区のような関係に当たるが、ニューデリーの行政は後述のように都市圏の大部分を管轄するデリー市行政自治体（MCD）でなくインド政府の直轄組織として置かれているニューデリー市行政委員会（NDMC）の管轄下にあり、大都市の内部で独立した行政組織を持つ点はグレーター・ロンドンとシティ・オブ・ロンドンに近い構造とも言える。

## 歴史

### 建設からデリー・スルターン朝

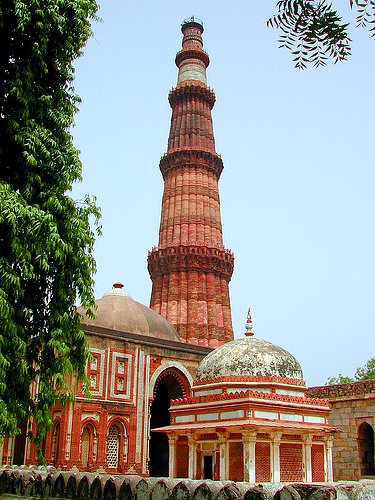
クトゥブ・ミナール

デリーは12世紀以降各王朝の首都がおかれてきたが、その位置は王朝によって異なる。おおまかに東をヤムナー川、西を岩石の丘陵地、南を点在する丘陵に囲まれた三角形の地域（デリー三角地）に、各王朝がそれぞれ新王都を建設したからである。現在のオールド・デリーはムガル帝国中期に建設された市街地である。
チャウハーン朝のプリトヴィーラージ3世によってこの地に最初に都市がつくられたのは12世紀である。当時のデリーはデリー三角地の南西端にあたるラール・コートであった。デリーはプリトヴィーラージ3世の時代に繁栄を迎えるも、1192年にはゴール朝の将軍であったクトゥブッディーン・アイバクの率いるイスラム教徒がデリーを征服し、800年以上にわたるイスラーム支配を確立させた。アイバクは征服したデリーを北インドにおける拠点と位置づけ、ラール・コートの跡にクトゥブ・ミナールの建設をおこなうなど市内の整備を行った。
1206年にゴール朝の君主であるシハーブッディーン・ムハンマドが死去し、後継者争いによってゴール朝が解体に向かうとアイバクは奴隷王朝を建国して独立し、以後1290年までの奴隷王朝、ハルジー朝（1290年 - 1320年）、トゥグルク朝（1320年 - 1414年）、サイイド朝（1414年 - 1451年）、ローディー朝 （1451年 - 1526年）と、1526年までの間デリーに首都を置いた5つの王朝が相次いで興亡を繰り返した。この5王朝は、総称してデリー・スルターン朝と呼ばれる。この時代、1398年にはティムール帝国のティムールによって征服、破壊されるなどしたものの、デリーには常に首都がおかれ、北インドの要衝として発展した。また、これらの王朝はすべてイスラーム王朝であり、のちのムガル帝国期も含めて、デリーはインドにおけるムスリム文化の中心地として重きをなした。
奴隷王朝期には首都はラール・コートにおかれていたものの、ハルジー朝のアラー・ウッディーン・ハルジーは1303年にラール・コートの北東にあたるシーリーに新たに城塞都市を建設し、ここを根拠地とした。しかしハルジー朝は間もなく滅亡し、これを継いだトゥグルク朝のギヤースッディーン・トゥグルクは1321年、ラール・コートの東、シーリーの南東にトゥグルカーバードという新城塞都市を建設してここを根拠地とした。その息子のムハンマド・ビン・トゥグルクは1327年にラール・コートとシーリーをつなぐ大城塞都市の建設を企図し、ここをジャハーン・パナーと名づけたものの、経済の混乱によって計画は未完に終わった。ムハンマドの跡を継いだフィールーズ・シャー・トゥグルクは、それまで城塞都市がデリー三角地の南端に集中していたのに対し、三角地の北端に近い現在のオールドデリーからニューデリー付近に1354年に新城塞都市を築き、これをフィールーザーバードと称した。このように各地に点々と建設された各城塞都市が存在し、その間に農村や荒野、その他さまざまな建造物が点在するというのがデリー・スルターン朝時代のデリーの様相であった。

### ムガル帝国期
1526年、ムガル帝国を創設したバーブルはデリー南方にあるアーグラを首都とさだめたが、その息子フマーユーンはデリーに新しく都市を建設し、首都とした。1540年にフマーユーンを追って一時スール朝を開いたシェール・シャーもデリーに首都を置き、シェール・シャーの息子を倒してふたたびデリーを奪回したフマーユーンもまたデリーを都とし、プラーナー・キラーに本拠を置いた。しかし、フマーユーンの息子アクバルは、再び首都をアーグラへと移し、デリーは荒廃の一途をたどった。
1648年にデリーは再度ムガル帝国の首都となると、アクバルの孫シャー・ジャハーンによって再建され、現在のデリーの基礎がきずかれた。現在オールド・デリーと呼ばれているデリー旧市街は、シャー・ジャハーンが築いたものであり、建設当時は「シャージャハーナーバード」（シャー・ジャハーンの町）と呼ばれていた。これ以後もムガルの首都はアーグラとデリーの間を行き来するが、1707年の6代皇帝アウラングゼーブの死後、ムガル帝国の首都はデリーに固定された。これはムガル帝国の勢力が急速に縮小し、デリー近郊以外の支配を維持できなくなったことによる。
衰退したムガル帝国にデリーを守る力はなくなっており、以後デリーは幾度となく戦禍に見舞われることとなった。1737年にはマラーター王国に攻撃され、1739年にはペルシャのナーディル・シャーが有名な孔雀の玉座などの財宝を略奪し、破壊されてしまった。1771年、マラーター王国の諸侯シンディア家の勢力下に入り、1803年には第二次マラーター戦争の結果イギリスが支配権を獲得する。
1857年、インド大反乱によって一時的に占拠され、名目的な存在ではあるがこの町にて在位していた皇帝バハードゥル・シャー2世も反乱側に加担したが、同年に奪回された。バハードゥル・シャー2世がデリーからミャンマーに配流されることでムガル帝国は完全に滅亡し、その首都としての歴史を終えている。

### インドの首都へ
ムガル帝国滅亡によってデリーは一地方都市となり、パンジャーブ州に所属することとなった。さらにインドにおけるムスリム文化の中心としての役割もなくなって一時衰退が進んだ。
しかし、1867年にはじめてデリーに鉄道が開通したのを皮切りに、19世紀末には当時イギリスがインド全土に張り巡らせていた鉄道網の北インドにおける結節点となり、徐々に繁栄を取り戻していった。やがて当時の英領インドの首都だったコルカタが東に寄りすぎているうえに、ベンガル分割令から政治的に急進化する傾向が生まれたために首都の移転が計画され、ムガル帝国の旧都であったデリーに白羽の矢が立てられ、1911年には正式に首都が移されることが決定された。同年パンジャーブ州からデリーは切り離されて独立州となり、1915年と1925年、1926年に近隣諸県から数か村を編入して領域を拡大した。1912年から1931年にはイギリス領インド帝国の暫定的な首都だったが、1931年にニューデリーが正式に首都に制定された。
1947年のインド独立時にも引き続いてデリーが首都とされたが、分離独立時の大混乱によってパキスタン領となったパンジャーブ州西部からヒンドゥー教徒やシク教徒の難民が大量に流入し、また独立の約半年後、1948年1月30日にニューデリー南部のビルラー財閥のデリー邸において滞在中だったマハトマ・ガンディーがヒンドゥー極右青年によって暗殺されるなどの混乱もあった。
しかし独立以来、産業が急速に発達するとともに人口も急増し、2000年代に入るとデリーの人口はコルカタを抜いて、ムンバイに次ぐインド第2の人口を持つ大都市となった。2022年現在、都市圏人口は3000万人を超え、インド最大の都市となっている。

## 地理

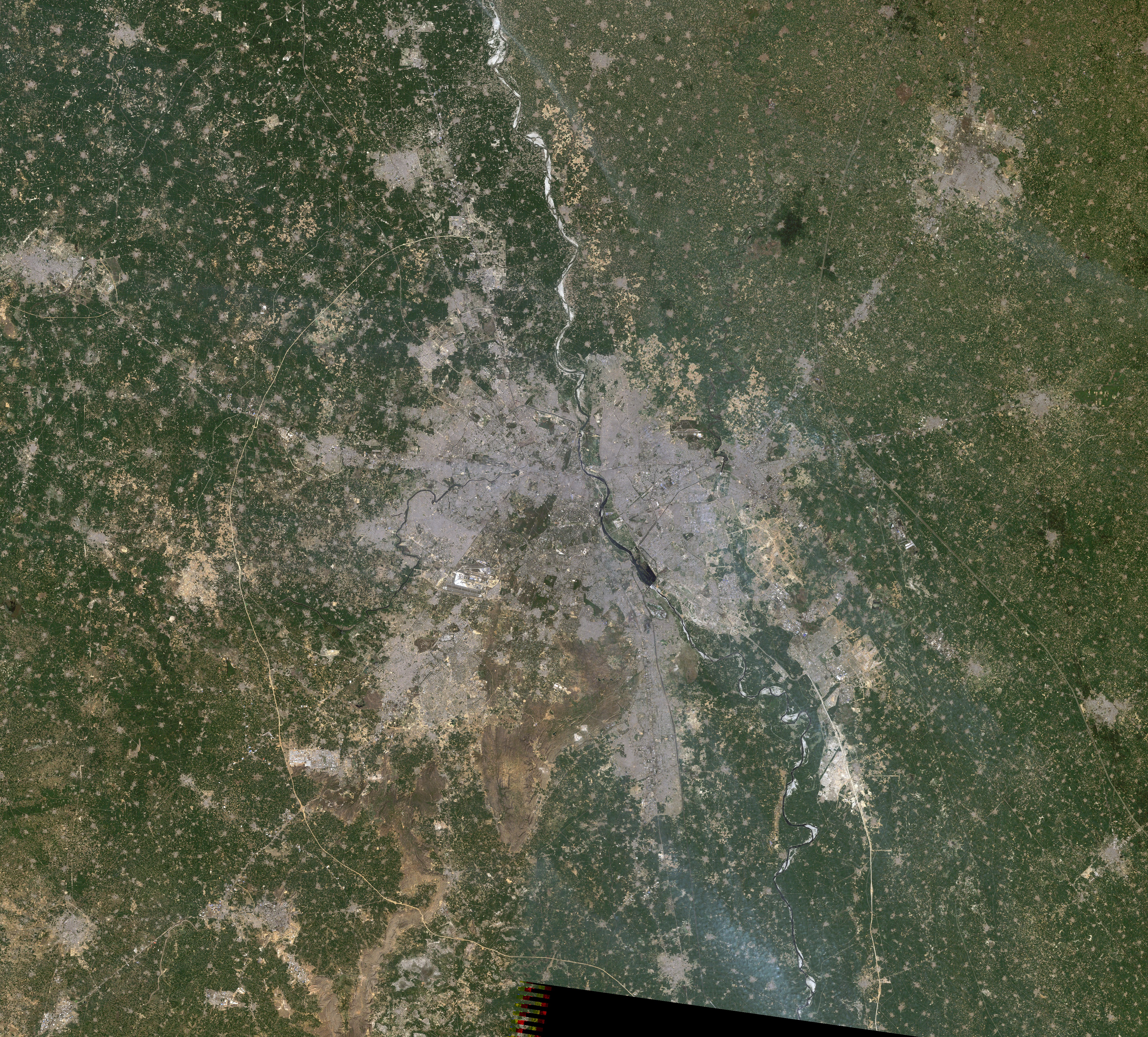
デリーの衛星写真

ガンジス川の支流、ジャムナー川の右岸にある都市。東をジャムナ川、西を岩石の丘陵、南を点在する丘陵に囲まれ、東のヒンドスタン平原と西のパンジャーブ平原の2大穀倉地帯の中間に位置し、さらにガンジス川流域ながらインダス川との分水界にほど近い場所にあって、古くから交通の要衝となっていた。

### ニューデリー
オールドデリーの南にあり、国会議事堂、官庁などが集まっている。インドの政治・経済・文化の中心。人口30万人。
1911年にイギリスの手で建設が始まった地域。これにより、首都機能はここに移った。設計はエドウィン・ラッチェンスによって行われ、円形のコンノートプレイスを旧市街も含めた町の中心に、新市街の業務中心の北端に位置するように置き、そこから南に二本の道を正三角形を描くように道を伸ばし、三角の東端であるインド門と西端である政府合同庁舎および大統領官邸、およびそれをつなぐ広い道であるラージパト通りの描く三角形が街の主要部分となっている。ラージパト通り沿いには国立博物館がある。コンノートプレイスの北にはニューデリー駅があり、長距離列車が発着しデリーのターミナル駅となっている。ニューデリー駅前にはパハールガンジという安宿街が広がり、多くのバックパッカーが訪れる。ニューデリー東部にはラクシュミーナーラーヤン寺院がある。また、ニューデリー南西のチャーナキャプリー地区は大使館街となっており、日本大使館をはじめアメリカ、イギリス、ドイツ、中国、フランス、パキスタンなど各国の大使館が軒を連ねる。
なお、ニューデリーはかつても何もない荒野だったわけではなく、ムガル帝国初期には帝国の中枢がおかれていたこともある。インド門から東に少しいったところにあるプラーナ・キラー（オールド・フォート）は、第2代皇帝であるフマーユーンが改修し自らの居城としたところである。プラーナ・キラーから南にいくとフマーユーン廟があり、その向かいにはイスラームの聖者であるニザームッディーン・アウリヤーを祀ったインド有数の聖者廟であるニザームッディーン廟がある。また、コンノートプレイスの少し南にあるジャンタル・マンタルは、アンベール王国の君主であるジャイ・シング2世が天文台として1724年に建設したものである。

### オールドデリー

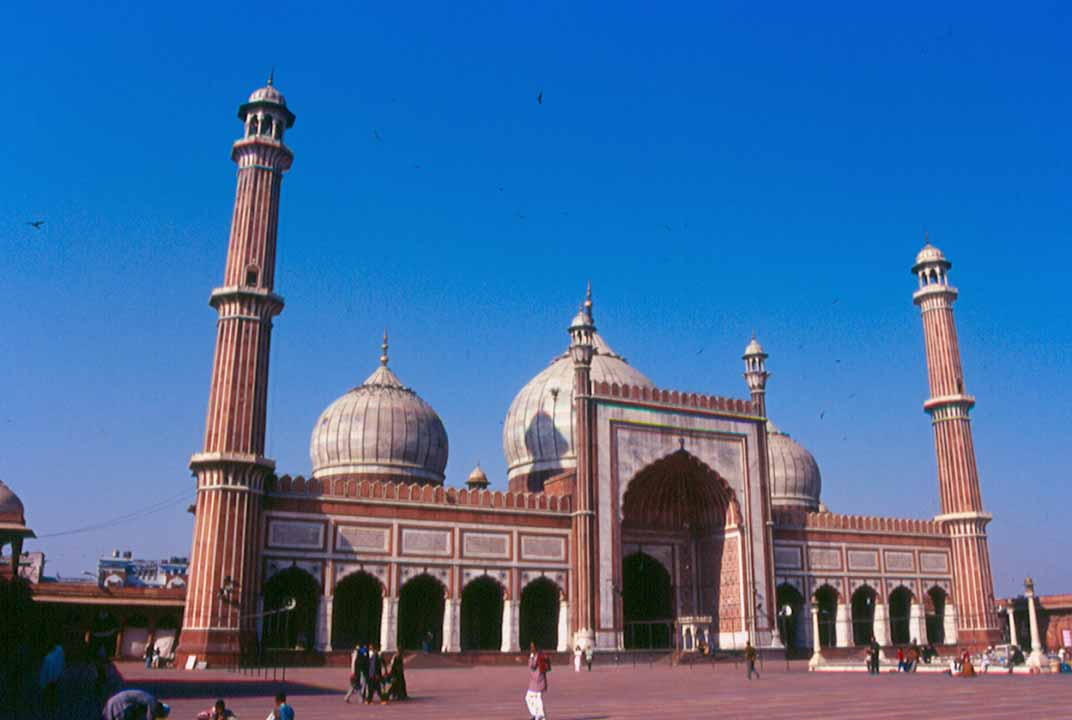
ジャーマー・マスジド

ニューデリー建設時における本来のデリーであり、ムガル帝国の後期の首都だった地域である。オールドデリー中央部にあるインド最大のモスクであるジャーマー・マスジドなど、歴史的建造物が多い。現在のデリー市中心域の北端にあたる。現在の行政域ではセントラル区の東部に当たる。東にジャムナー川が流れる。
北東端にあるデリー城はレッド・フォートとも呼ばれ、第5代皇帝シャー・ジャハーンが建設し自らの居城とした城である。レッド・フォートからまっすぐ西へと延びる大通りはチャーンドニー・チョウクと呼ばれ、オールド・デリーの目抜き通りとなっている。オールドデリーの北側にはデリー駅があり、ラージャスターン州方面への列車が発着している。オールドデリー南東端、ジャムナー川の近くにはガンディーの記念碑であるラージ・ガートがあり、参拝客が多い。その斜め向かいにはガンディー記念博物館がある。

### 南部
ニューデリーのさらに南の地区は12世紀に建設された最も古いデリーであり、ラール・コート、シーリー、トゥグルカーバードといった古代の城塞都市の遺跡が点在する。ラール・コート内には、クトゥブ・ミナールやデリーの鉄柱といった文化遺産が残っている。また、特徴的な外観からロータス寺院と呼ばれるバハイ教の寺院もこの地域にある。
また、近年では大規模なショッピングセンターの建設が相次ぎ、コンノートプレイスに代わって商業集積ができつつある。フィーローズ・シャー・トゥグルクによって建設された人工貯水池であるハウズ・カース遺跡があり、その隣にあるハウズ・カース・ヴィレッジは1980年代以降開発が進み、画廊やブティックなどが並ぶスポットとなっている。

### 北部
オールド・デリーの北にあたるシヴィル・ラインズ地区は、デリー遷都後ニューデリー完成までの間に過渡的に首都機能を持った。現在ではデリー大学の事務局や北キャンパスなどがある。

### ジャムナー川東岸
かつてデリーの東境はジャムナー川であったが、デリーの拡大とともに東岸にも市街地が拡大し、現在ではデリー北東区とデリー東区の二つの区が設置されてデリー市域の一部となっている。2005年にはここに世界最大のヒンドゥー寺院であるアークシャルダーム寺院が建設された。

## 気候
ケッペンの気候区分によると、温帯夏雨気候 (Cwa) に属する。3月上旬には、風の方向が北西から南西に変わる。3月から5月までは非常に暑いが、この時期は降雨はほとんどなく、暑季と呼ばれてのちの雨季とは区別される。6月下旬になるとモンスーンが到着し、湿度が非常に高くなる。これから10月初頭までは雨季となり、デリーの年間降雨のかなりの部分がこの時期に集中する。11月初旬から2月にかけては乾季であり、穏やかな冬となる。冬といっても日中の平均最高気温は20度を超えており、他国からの観光客にとっては最もすごしやすいベストシーズンとされる。この時期、特に1月をピークに濃霧が発生しデリーを覆う。
デリーの年平均気温は25 ℃である。毎月の平均気温範囲は13℃から32℃の間である。デリーの最高気温記録は1931年7月に観測された45℃である。デリーの年間平均降雨量は約714mmであり、ほとんどが7月と8月のモンスーン時期に降る。デリーにモンスーンがやってくるのは平均では6月29日である。
| デリーの気候                     | デリーの気候 | デリーの気候 | デリーの気候 | デリーの気候 | デリーの気候 | デリーの気候 | デリーの気候  | デリーの気候   | デリーの気候  | デリーの気候 | デリーの気候 | デリーの気候 | デリーの気候   |
| 月                               | 1月          | 2月          | 3月          | 4月          | 5月          | 6月          | 7月           | 8月            | 9月           | 10月         | 11月         | 12月         | 年             |
| -------------------------------- | ------------ | ------------ | ------------ | ------------ | ------------ | ------------ | ------------- | -------------- | ------------- | ------------ | ------------ | ------------ | -------------- |
| 平均最高気温 °C （°F）           | 21.1 (70)    | 24.2 (75.6)  | 30.0 (86)    | 36.2 (97.2)  | 39.6 (103.3) | 39.3 (102.7) | 35.1 (95.2)   | 33.3 (91.9)    | 33.9 (93)     | 32.9 (91.2)  | 28.3 (82.9)  | 23.0 (73.4)  | 31.4 (88.5)    |
| 平均最低気温 °C （°F）           | 7.3 (45.1)   | 10.1 (50.2)  | 15.4 (59.7)  | 21.5 (70.7)  | 25.9 (78.6)  | 28.3 (82.9)  | 26.6 (79.9)   | 25.9 (78.6)    | 24.4 (75.9)   | 19.5 (67.1)  | 12.8 (55)    | 8.2 (46.8)   | 18.8 (65.8)    |
| 雨量 mm （inch）                 | 20.3 (0.799) | 15.0 (0.591) | 15.8 (0.622) | 6.7 (0.264)  | 17.5 (0.689) | 54.9 (2.161) | 231.5 (9.114) | 258.7 (10.185) | 127.8 (5.031) | 36.3 (1.429) | 5.0 (0.197)  | 7.8 (0.307)  | 797.3 (31.389) |
| 平均降雨日数                     | 1.7          | 1.3          | 1.2          | 0.9          | 1.4          | 3.6          | 10.0          | 11.3           | 5.4           | 1.6          | 0.1          | 0.6          | 39.1           |
| 平均月間日照時間                 | 213.9        | 217.5        | 238.7        | 261.0        | 263.5        | 198.0        | 167.4         | 176.7          | 219.0         | 269.7        | 246.0        | 217.0        | 2,688.4        |
| 出典1：WMO                       |              |              |              |              |              |              |               |                |               |              |              |              |                |
| 出典2：HKO (sun only, 1971–1990) |              |              |              |              |              |              |               |                |               |              |              |              |                |

### 大気汚染
2022年現在、デリー都市圏は世界で最も大気が汚染された都市として知られている。通年では自動車・石炭火力発電所・料理用コンロなどの排気ガスが主な汚染の原因となっている。特にパンジャーブ州などで一斉に野焼きが行われ、ディーワーリーとも重なる11月は1年間で最も汚染が酷くなり、学校の休校・建設工事の中断・飛行機の欠航などが被害が生じる。6月から9月にかけての雨季（南西風のモンスーン）は、相対的に汚染の程度が低くなる。

2018年のニューデリーの大気汚染 (PM2.5 AQI)。6月14日の外れ値は砂嵐による。
危険
極めて有害
有害
敏感な人は有害
普通
清浄

## 行政

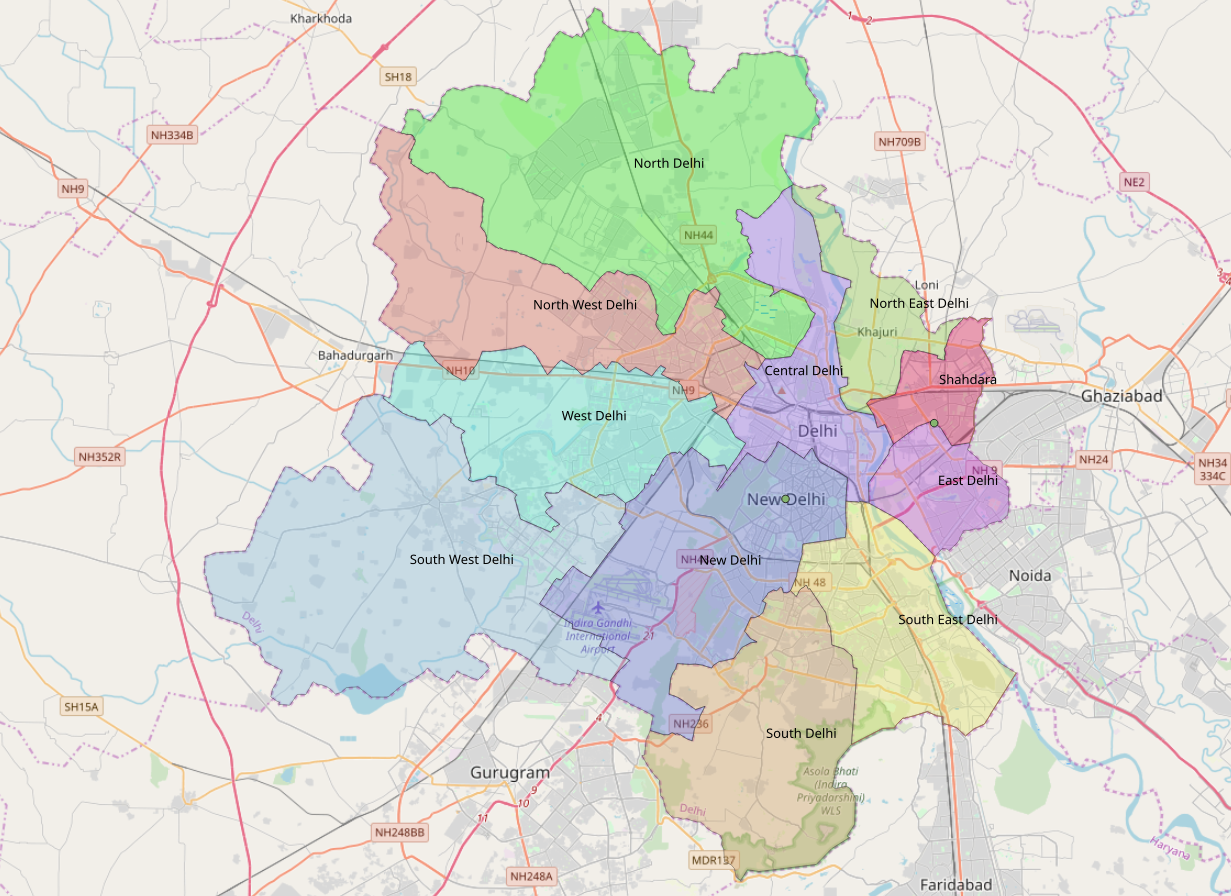
デリー11区の地図

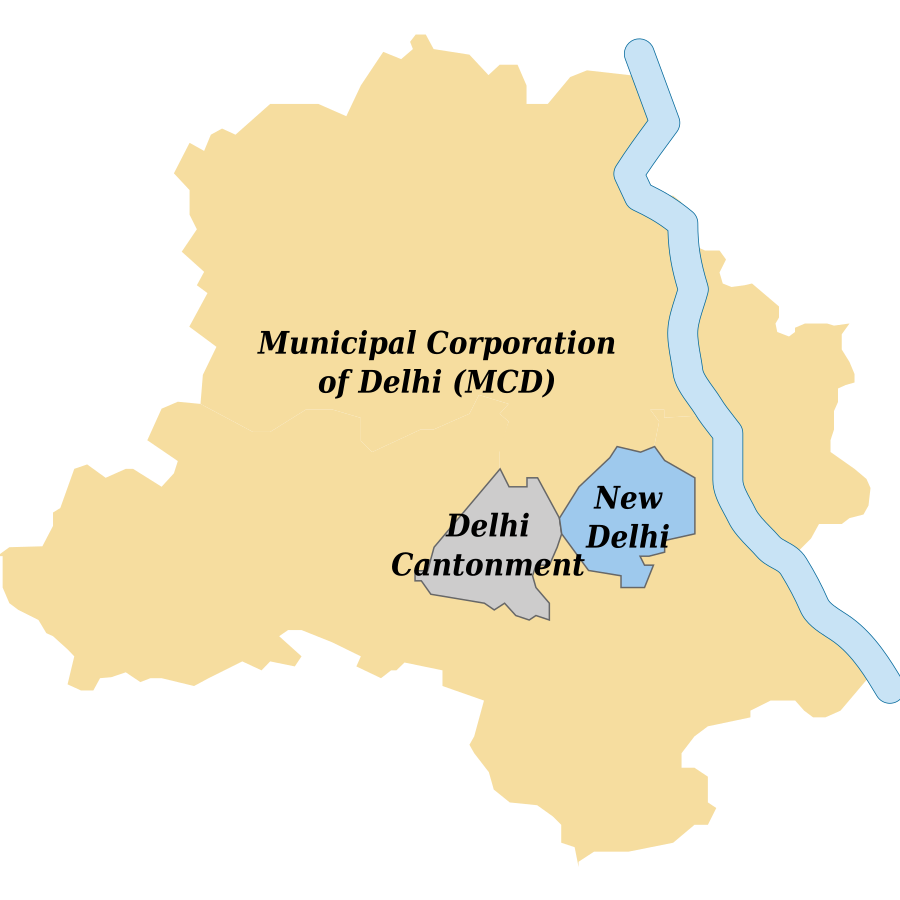
デリー内の管轄区分

連邦直轄領であるデリー連邦直轄地(National Capital Territory of Delhi) は11の区 (district)、33の地区 (tehsil)、59の町 (census town)、300の村 (villages) から成る。これらは3つの法令指定行政自治体 (statutory towns) に属する。その3つとはデリー市行政自治体(MCD)、ニューデリー市行政委員会(NDMC)、デリー宿営地委員会(DCB) である。
デリーの中で最大の面積を管轄するのがデリー市行政自治体 (MCD)。インドの首都機能はニューデリー市行政委員会 (NDMC) の管轄区に入り、NDMCの長 (chairperson) はデリー州首相 (Chief Minister of Delhi) との相談の上インド政府により任命される。
デリーの郊外には主に4つの衛星都市があり、それらはデリー首都圏の外側に広がる。ハリヤーナー州のグルガーオン (Gurgaon)、ファリーダーバード (Faridabad)、ウッタル・プラデーシュ州のノイダ (Noida)、ガーズィヤーバード (Ghaziabad) の4都市である。

### 行政区
デリー11区
- 中央デリー区
- 東デリー区
- 西デリー区
- 南デリー区
- 北デリー区
- ニューデリー区
- 南西デリー区
- 南東デリー区
- 北東デリー区
- 北西デリー区
- シャダラ区

## 政治
準知事(Lieutenant Governor)、首席大臣（首相、Chief Minister）がデリー首都直轄領政府の長を務める。準知事の権限は、デリー政府の役人の任命、首相の任命、デリー立法議会が可決した法案への拒否権発動などに限られており、実質的な直轄領のトップは首相である。
立法議会の定員は70名であり、直轄領の選挙区から直接選出される。立法議会は1956年に一度廃止され、その後、1993年に再度設置されるまでの間、連邦直轄統治が実施された。
1993年にマダン・ラール・クラーナ率いるインド人民党（BJP）が政権を取るまでは、インド国民会議(INC)がデリーの代々の政権を担っていた。 1998年にシーラ・ディクシットの主導でインド国民会議は復権し、その後3期連続再選を果たした。2013年、アルヴィンド・ケジリワル率いるアーム・アードミ党（AAP）がインド国民会議の支援を受けて政権を樹立したが、その49日後に解散した 。 その後、デリーは2015年2月まで大統領統治下にあった 。 2015年2月10日、アーム・アードミ党はデリー議会の70議席中67議席を獲得し、政権に復帰した。 2020年2月8日、アーム・アードミ党はデリー議会において62議席を獲得し、3期目の政権を担うこととなった。

## 住民
| デリーの宗教 | デリーの宗教 | デリーの宗教 | デリーの宗教 | デリーの宗教 |
| ------------ | ------------ | ------------ | ------------ | ------------ |
| 宗教         |              |              | パーセント   |              |
| ヒンドゥー教 | ヒンドゥー教 |              | 82%          | 82%          |
| イスラーム教 | イスラーム教 |              | 11.7%        | 11.7%        |
| シク教       | シク教       |              | 4%           | 4%           |
| ジャイナ教   | ジャイナ教   |              | 1.1%         | 1.1%         |
| その他       | その他       |              | 1.2%         | 1.2%         |

2011年のインドのセンサスによれば、デリーの人口は16,753,235人である。人口密度は1km2あたり11,297人で、男女比は男性1000人に対し女性866人、識字率は86.34%である。2004年には、出生率は20.03、死亡率は5.59、乳児死亡率は13.08であった。
デリーは世界で最も急速に人口の増加している都市の一つであり、2030年には人口3,610万人となり東京都市圏に次いで世界第2位となることが予測されている。
デリーで最も信者の多い宗教はヒンドゥー教であり、デリー人口の82%を占める。次いで多いのがイスラーム教の11.7%であり、次いでシク教（4%）、ジャイナ教（1.1%）、キリスト教（0.94%）、バハイ教（0.1%）と続く。このほか、仏教やユダヤ教、ゾロアスター教の小規模なコミュニティも存在する。
デリーで最も主な言語はヒンドゥスターニー語であり、なかでもヒンディー語のデヴァーナガリ文字が最も多く筆記に使用される。このほか、ウルドゥー語やパンジャービー語の話者も多く、この2言語はデリーで2番目に話者の多い言語となっている。かつてはデリーはインドのムスリム支配の中心地であり、上層のムスリムが使用していたウルドゥー語が強い力を持っていた。1947年のインド・パキスタン分離独立にあたり、上層ムスリムのかなりが流出した。さらにシクおよびヒンドゥーとイスラムの間で州が分裂したパンジャーブで、イスラム側となった州西部から逃れてきたヒンドゥーおよびシク教徒のパンジャーブ人が大量に流入した。これにより、パンジャービー語やシク教徒の割合が増加する一方、ウルドゥー語の影響力は弱まった。1931年にはデリー住民のうちヒンドゥー教徒が63%、ムスリムが33%、シク教徒が1%を占めるのみだったのが、1981年にはヒンドゥーが84%、ムスリムが8%、シク教徒が6%となっていた。

## 衛生
2020年代において、デリー水道局が運営する家庭排水処理用の下水処理場は40か所以上あるが、適切に機能している施設は半数程度である。デリー水道局では新たな施設の建設などを通じて、2031年までに全ての地域に下水処理設備を構築する計画を打ち出している。
2025年現在、デリー首都圏には約100万頭の野犬が生息。野犬による狂犬病被害についても深刻化している。同年8月、最高裁判所は8週間以内に保護施設に収容するよう首都圏政府と各自治体に命じた。

## 交通

### 空港
市南西部にインディラ・ガンディー国際空港（Indira Gandhi International Airport）がある。名前はインドの首相を務めたインディラ・ガンディー（Indira Gandhi 1917 - 1984）に因む。国内外からの便を問わず、主要な市への玄関口となっており、南アジアでも最も乗降客数の多い空港の一つとなっている。これから空港の拡張によって、よりハブ空港としての重要性を増すことになるであろう。
日本との間に直行便があるインドの数少ない空港の一つであり、他にはアラビア海沿岸の大都市ムンバイのチャトラパティ・シヴァージー国際空港があるのみ。日本側は東京国際空港（羽田）、新東京国際空港（成田）、関西国際空港発着で運行されていたが、コロナウイルスの蔓延により一部運休便が出ている。
空港から市街地まではバスやタクシーでの利用しかなかったが、2000年代以降複数の市街地と空港を結ぶ地下鉄路線が複数整備されアクセスが改善した。また、デリーからグルグラム（Gurugram、旧称: Gurugaon）まで向かう高速道路が空港を経由する。

### 鉄道
デリー周辺ではインド国鉄が運行しインド各地へと向かう長距離急行列車が毎日多数発着する。主なターミナル駅はニューデリー駅（New Delhi, 国鉄略称NDLS）、ハズラト・ニザームッディーン駅（Hazrat Nizamuddin、略称HZM）、デリージャンクション駅（Delhi Junction, 略称DLI、別名Old Delhi）、アナンドビハール駅（Anand Vihar、略称ANVT）などがある。このうち、ニューデリー駅構内には外国人観光客を対象にした切符売り場が設けられており、寝台や指定席をインド人枠よりも入手しやすい外国人枠で切符を購入することが可能。
ニューデリー駅の混雑緩和などのためにメトロの建設などと合わせてターミナル駅の分散化が進められている。従来より南方に行く長距離列車はニザムディーン駅発着のものが多かったが、2009年にはアナンドビハール駅が整備され東方向に向かう列車を中心に一部が同駅発着に移された。デリー周辺で特徴的に見られる列車に寝台列車のラージダーニー急行（Rajdhani Express）があり、デリーと各地の州都を結んでいる。ラージダニーはヒンディー語で「首都」という意味がありこの列車の役割を示すものとなっている。

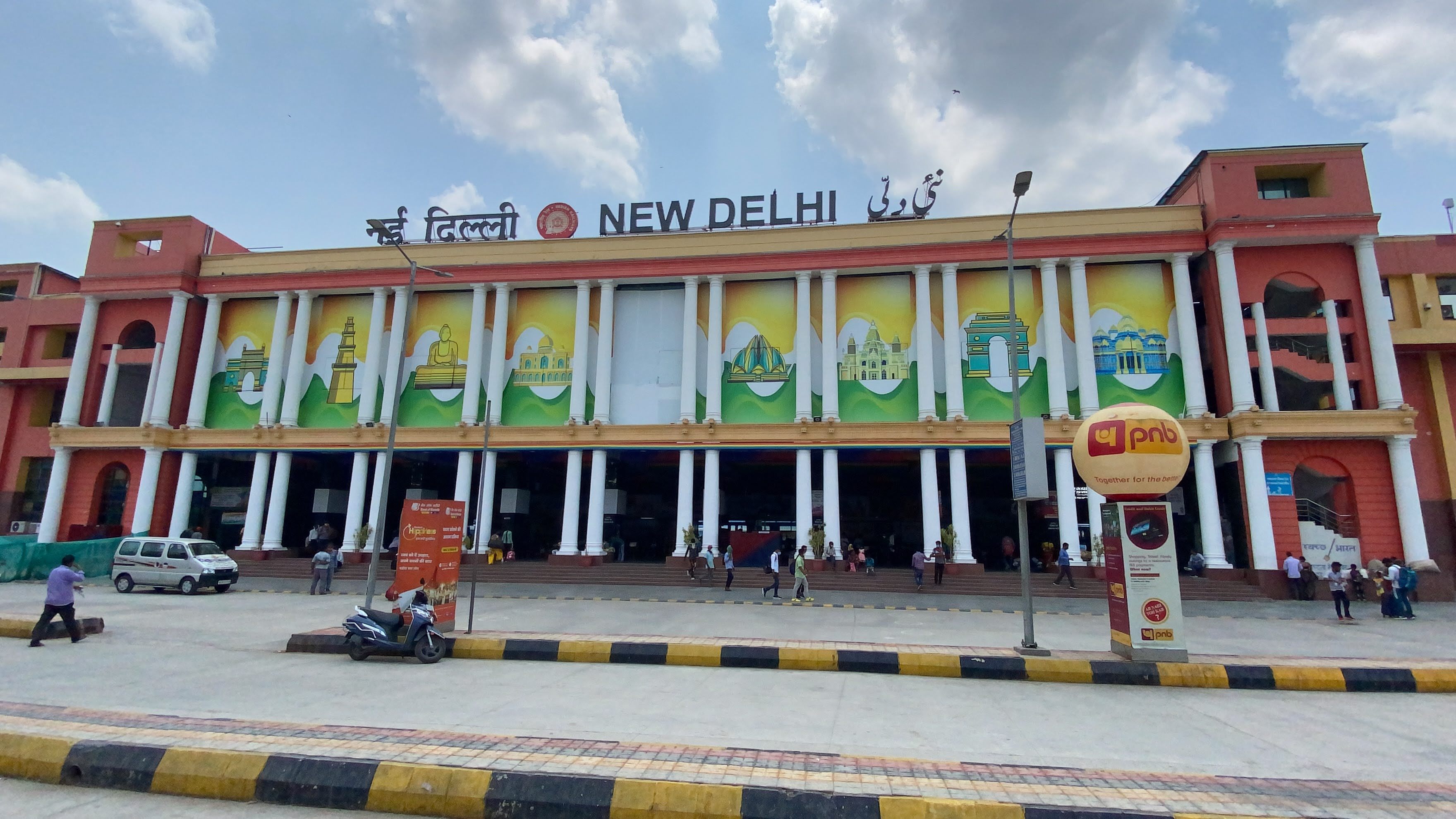
ニューデリー駅
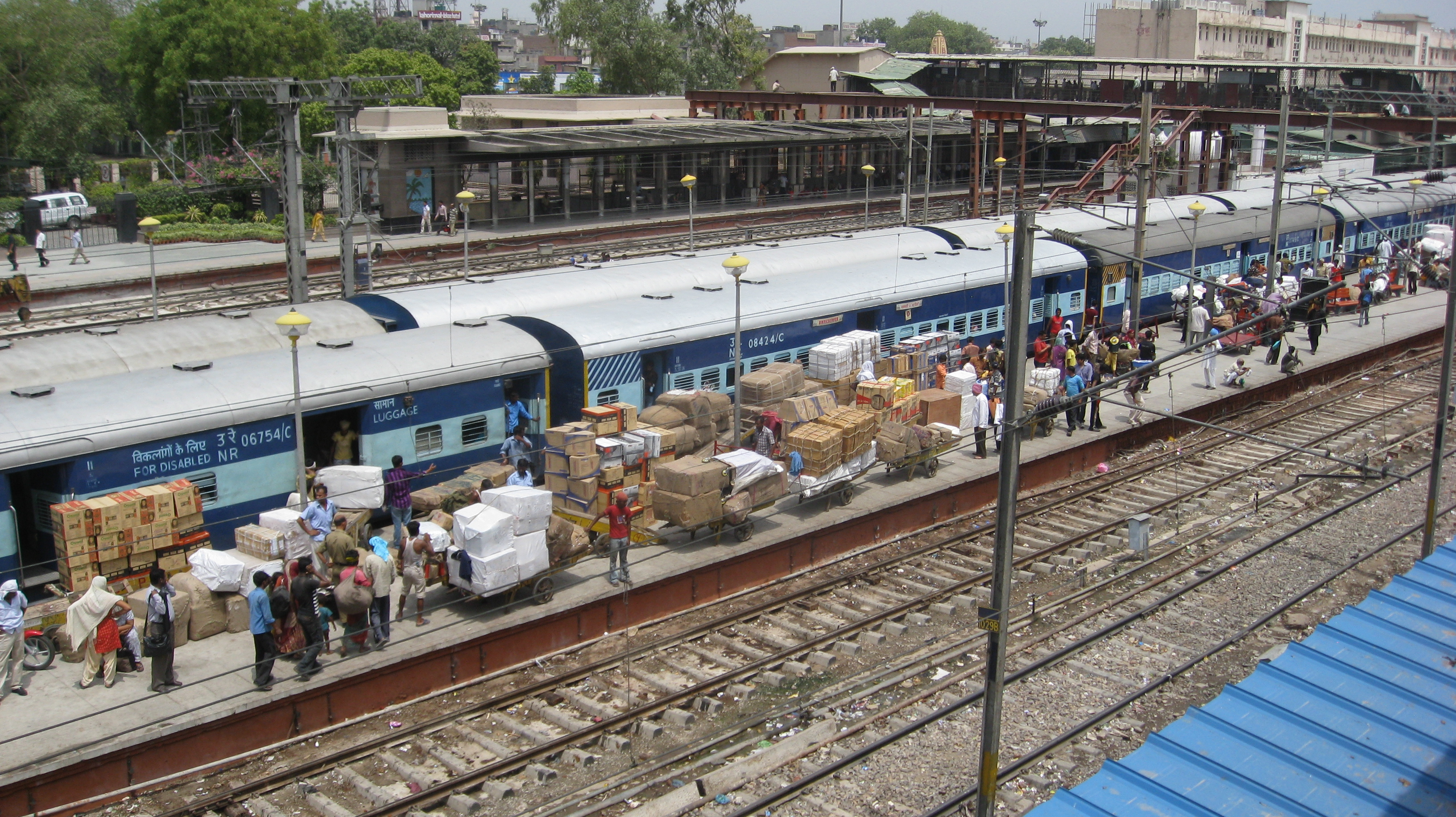
急行から降ろされた大量の荷物と赤帽
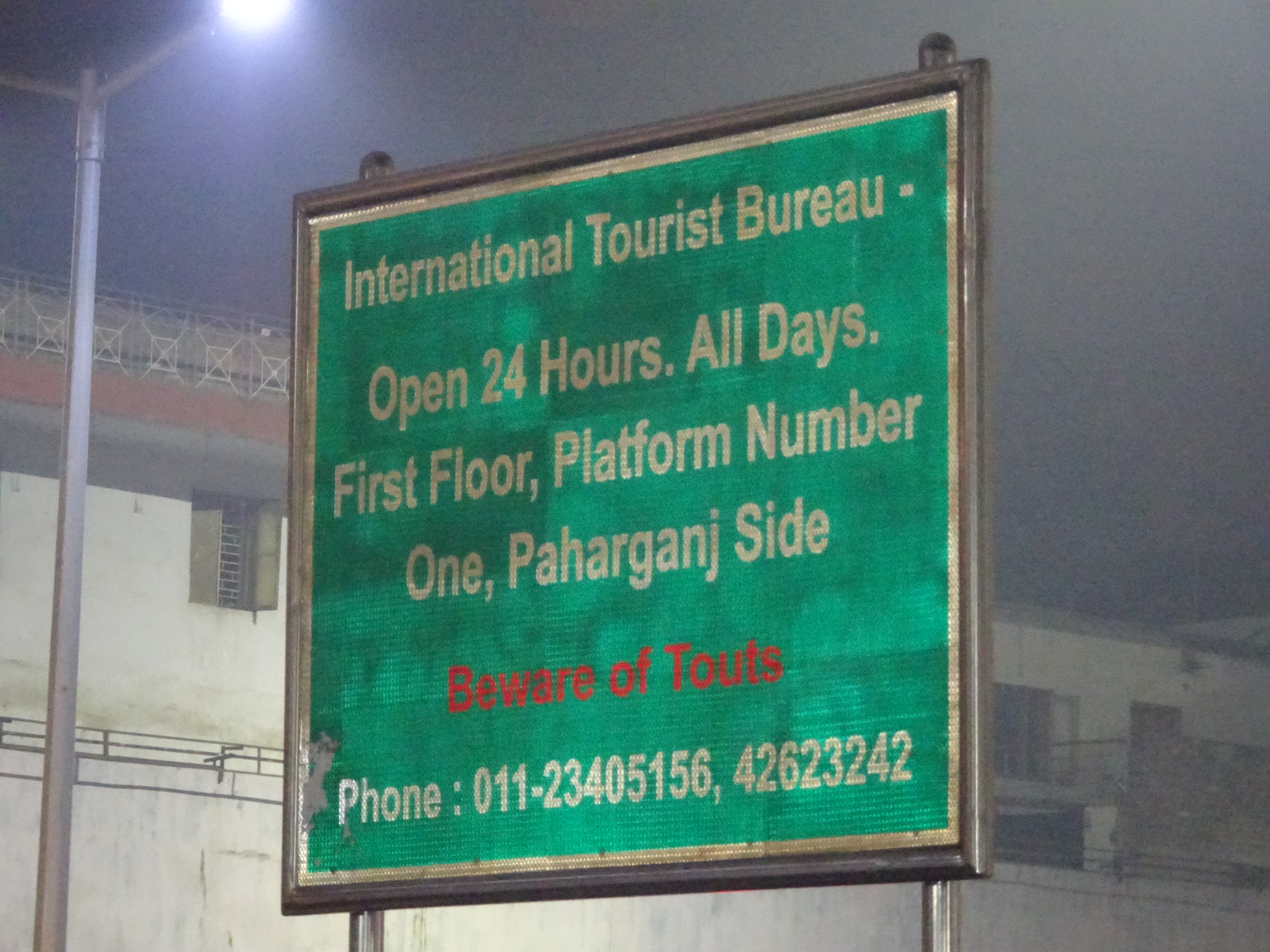
ニューデリー駅の外国人窓口の案内。赤字で客引き注意と書かれている

他のインドの大都市同様、国鉄の路線網を活かした近郊電車（Delhi Suburban Train）も整備されており市民の通勤通学の足として利用されている。朝夕は非常に混雑し事故の危険が大きいことなどが課題となっている。郊外に向かう路線のほか、都心部を環状に走る山手線のような路線（Delhi Ring Railway）も整備されている。デリーを起点に郊外に向かう近郊電車の新線の整備も3路線ほど計画されており、最高速度160㎞程度の準高速鉄道規格を予定している。このうち北東方向80㎞の位置にある都市メーラト（Meerut）とデリーの間を1時間以内で結ぶ路線は2023年春に開業予定である。デリー側のターミナル駅は暫定的にアナンドビハール駅だが、数年後にニザムディーン駅まで延伸される。この準高速鉄道や後述のメトロの軌間はインド国鉄標準の広軌（1,676㎜）ではなく、国際標準軌（1,435㎜）で整備されているものがあり、国鉄のネットワークとは独立したものとなっている。
都市の規模にもかかわらず地下鉄（デリーではメトロと呼ばれる）は近年までなかったが、2002年に第1次路線としてレッドラインが開業後急速に路線網が拡大し、2020年代では10路線300㎞以上が整備され市民の足として定着している。今後も郊外方向を中心に150㎞以上の建設が予定されている。空港のほか、長距離列車の発着する各ターミナル駅にもメトロでアクセスすることが可能となり、観光客にも使いやすいものとなっている。デリーでの地下鉄網構築の成功を受けて、インド各地で地下鉄の建設計画や工事が進められている。

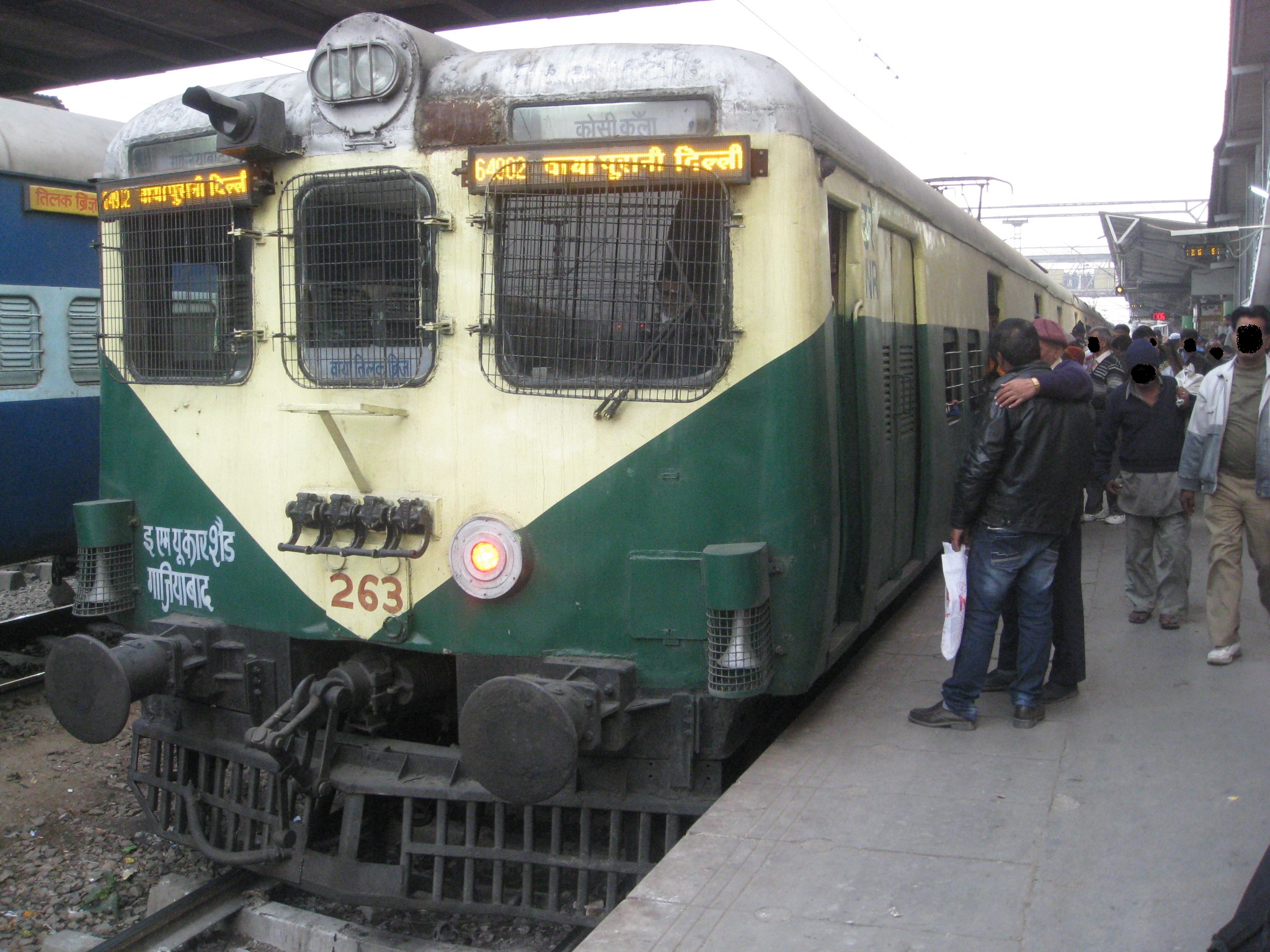
デリーの近郊電車
国鉄の近郊電車の路線図
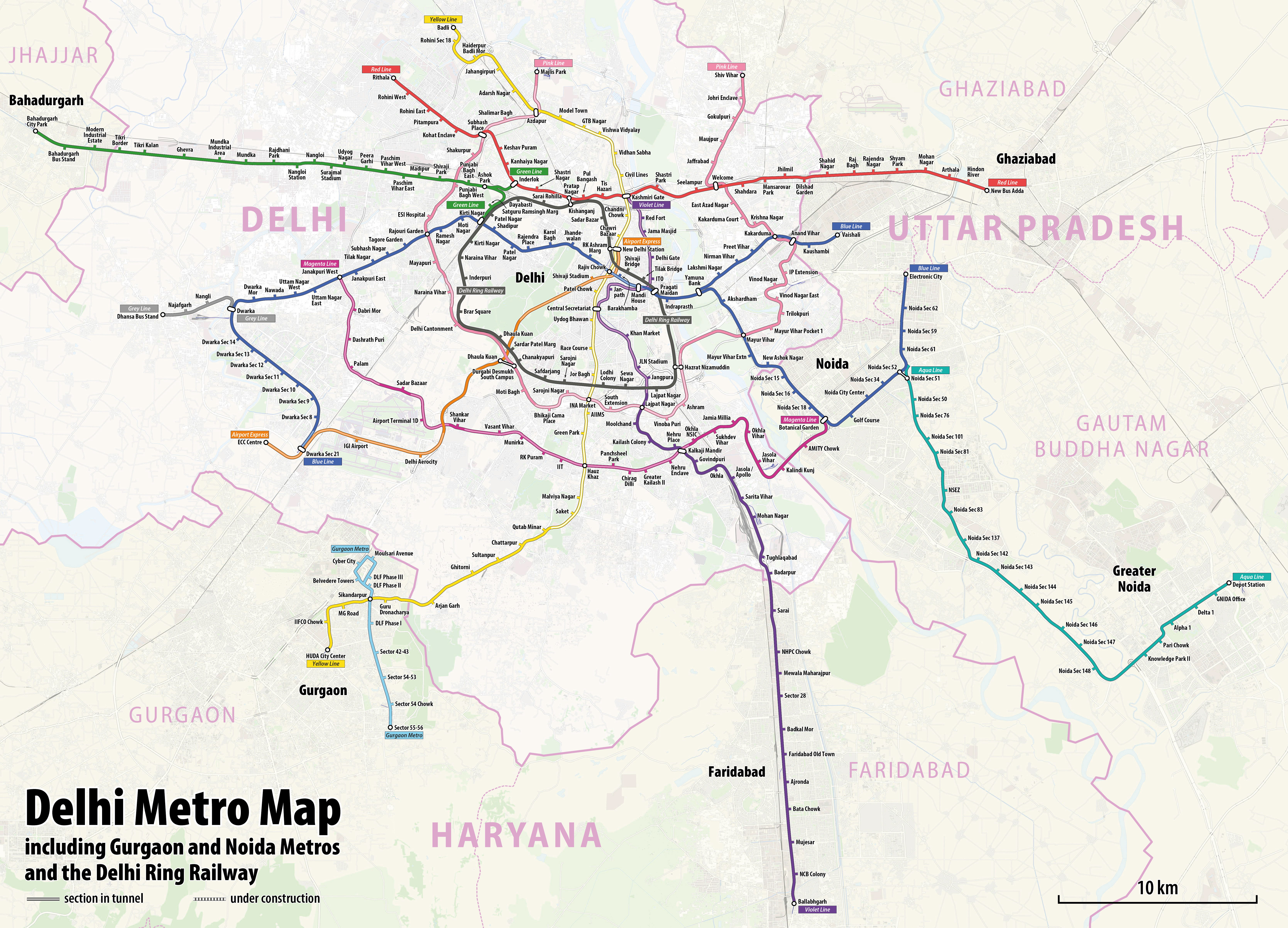
2022年現在の（メトロ）の路線図
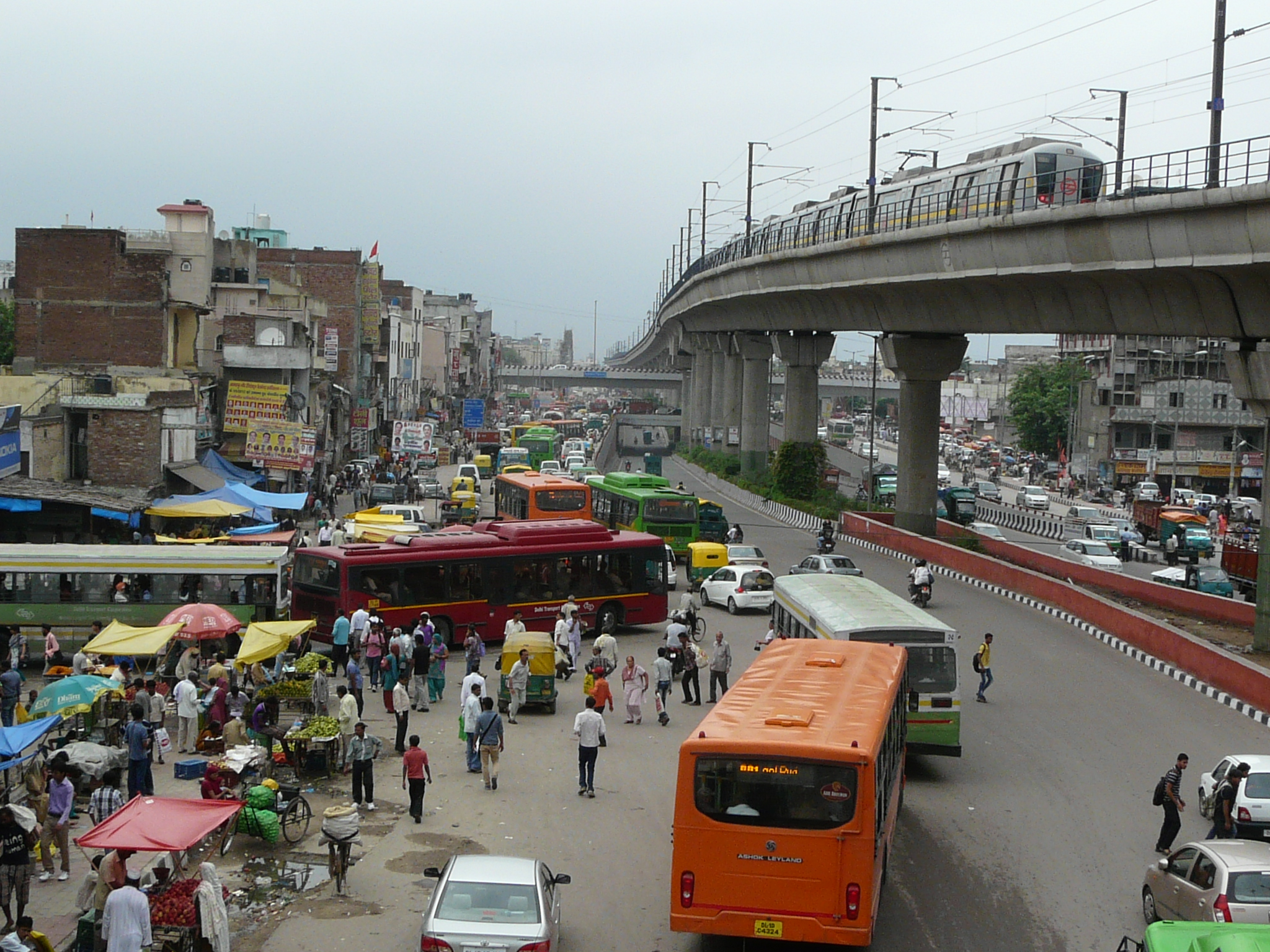
混雑する道路と高架橋上のメトロ
計画中の準高速鉄道のネットワーク（図中破線の3線）

### 自動車
バスはデリーの交通手段として最も主要な乗り物であったが、地下鉄路線の拡大に伴い立場が変わりつつある。三輪タクシーはリクシャー、オートリクシャーなどと呼ばれ、四輪のタクシーよりも低運賃として人気がある。もちろんタクシーも簡単に乗ることはできるが、デリー交通網において比較的重要な位置は占めていない。デリー周辺は乾季となる冬を中心に大気汚染が酷く、交通渋滞も激しいことから、今後も地下鉄の整備などによって市内へ流入する自動車を減少させる試みが続けられる見込みである。

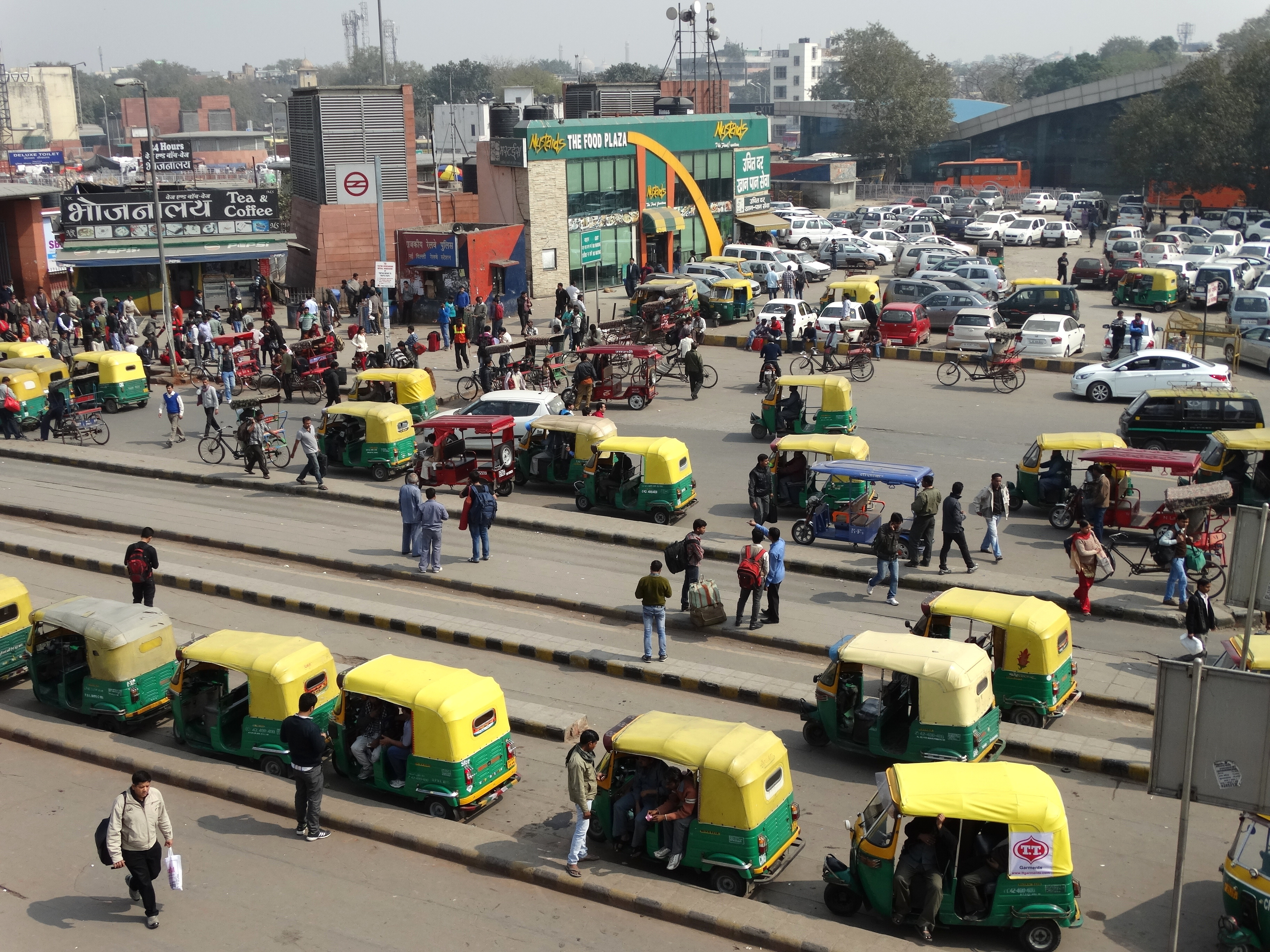
駅前に集まる三輪タクシー（リクシャー）
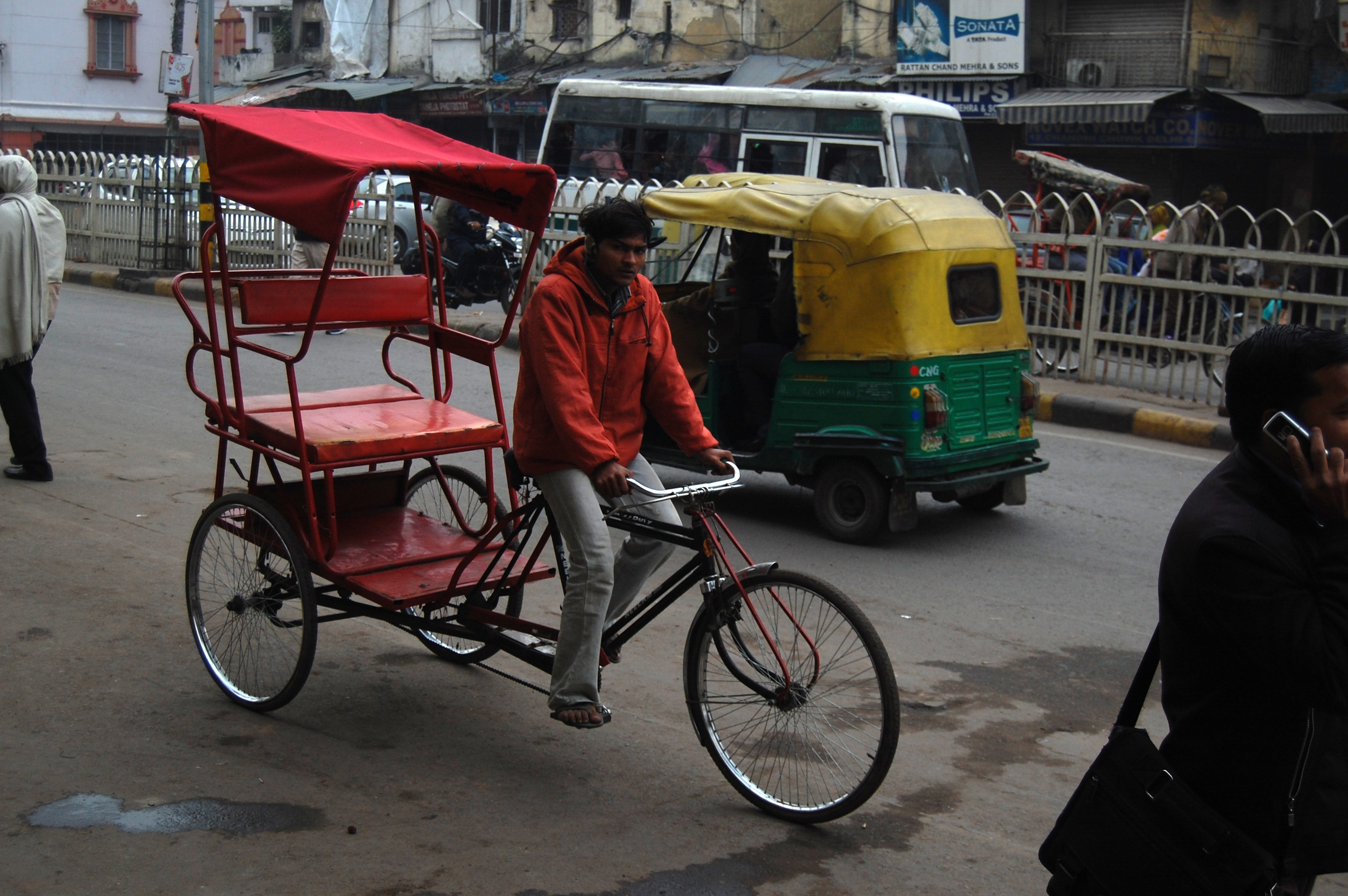
自転車を用いるサイクルリクシャー
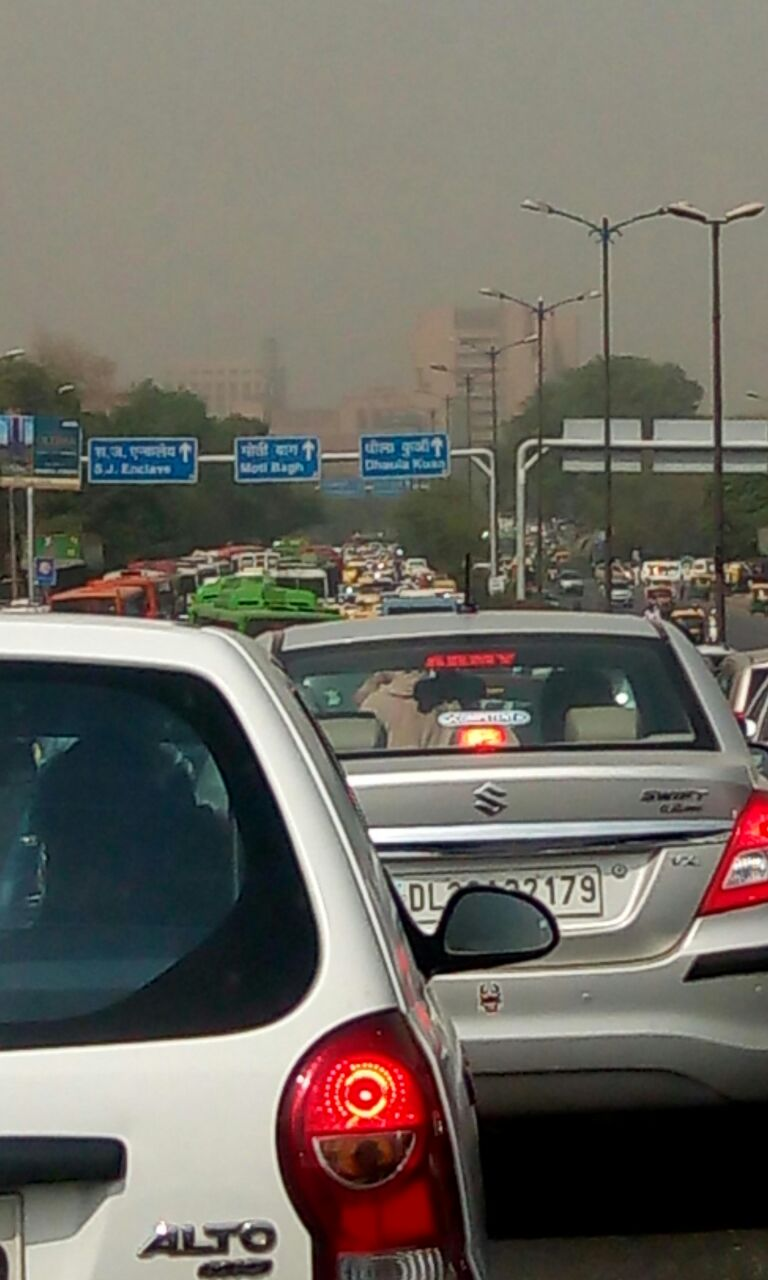
酷い渋滞と深刻な大気汚染が問題化している

## 教育
教育制度は、初等教育、中等教育、大学等の高等教育の3層によって成り立っている。インドでは、2009年に制定された無償義務教育法によって、6歳から14歳までの子どもは教育を受けなければならないと定められている。
2017年から2018年に収集されたデータに基づく報告書によると、デリーは識字率88.7%でケララ州に次いで第2位である。デリーでは、男性の識字率は93.7％、女性の識字率は82.4％であり、どちらもインド全体の識字率より高い（インドの平均識字率は77.7％で、男性は84.7％、女性は70.3％）。

### 初等・中等教育
デリーには5,619校の公認学校があり、約457.2万人の生徒が在籍している。デリー政府は、デリーで運営されている全学校の22.24％にあたる1,250校の政府・政府補助学校を有しており、2021-22年の全学校の入学者数のうち、政府・政府補助学校への入学者数の割合は41.64％であった。
2021-22年における純就学率は、幼稚園(Elementary)で100%、初等学校(Primary, 1-5学年）で100%、初等学校高学年（Upper-primary, 6-8学年）で98.84％、中等学校(Secondary, 9・10学年）で71.57％、上級中等学校（Senior-secondary,11・12学年）で59.33％であった。
スポーツ、芸術、文化を含む教育への総支出は、2014-15年の655億ルピーから、2022-23年には1,550億ルピーに増加した。教育支出がデリー政府の総支出に占める割合は20.5%で、これは31ある州・直轄領の中でトップである。教育支出がデリーの域内総生産に占める割合は、1.49%であった。

### 高等教育
2021-22年のデリーの高等教育機関は合計245校であり、主な教育機関として、インド工科大学、デリー大学、ジャワハルラール・ネルー大学などがある。
2020-21年における高等教育の就学者数は108.9万人で、うち女性は53.3万人であり、全体の48.9％を占める。
高等教育への予算は、2021-22 会計年度の 61.9億ルピーから、2022-23 会計年度には 98.1億ルピーに増額された。

## 観光

### 世界遺産

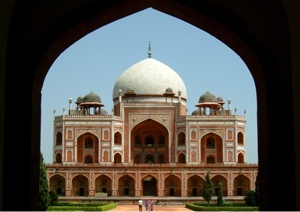
フマーユーン廟はムガル建築の代表的な建築物

デリーにはフマーユーン廟、クトゥブ・ミナール、赤い城（レッド・フォート）といった世界遺産が点在しているほか、ジャーマー・マスジド、インド門、ラクシュミーナーラーヤン寺院、アークシャルダーム寺院、デリーの鉄柱（クトゥブ・ミナール内）、政府庁舎といった観光名所が数多く存在しており、多くの観光客が訪れる。
デリーには高級から格安まで数多くのホテルが存在しており、ニューデリー駅のすぐ西側にあるパハールガンジは安宿街として、世界中からバックパッカーが集まってくる。

## スポーツ

### クリケット

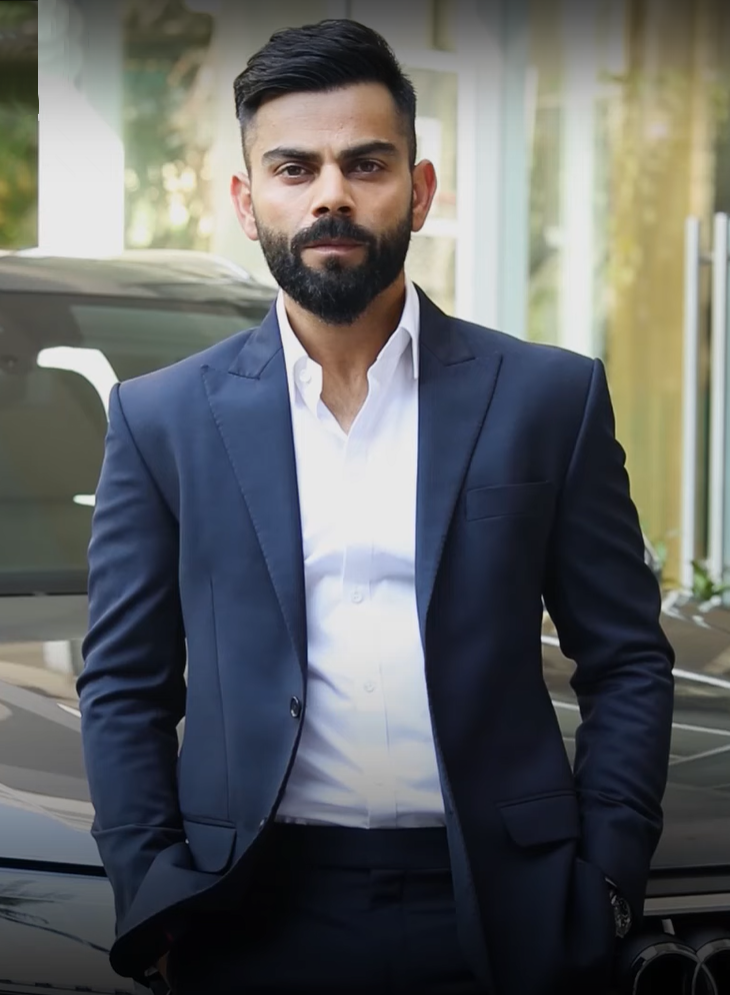
デリー出身の世界的スターであるヴィラット・コーリ

クリケットが圧倒的に一番人気のスポーツである。最も象徴的な現代エンターテイメントとも言われ、ボリウッド映画より人気が高いと評される。トゥエンティ20形式のプロリーグであるインディアン・プレミアリーグ (IPL)所属のデリー・キャピタルズが所在している。2020年シーズンには準優勝をした。ホームスタジアムはアルン・ジェートリー・スタジアムであり、過去にはクリケット・ワールドカップの会場にもなっている。IPLの1試合当たりの放映権料は約11億4000万ルピー（約20億円）であり、サッカーのプレミアリーグなどを上回り、世界のプロスポーツリーグでNFLに次ぐ2位となった。2022年のフォーブスの発表によると、デリー・キャピタルズの資産価値は10億3500万ドルであり、北米4大プロスポーツリーグや欧州サッカーの強豪チームに劣らない規模がある。2023年には女子プロクリケットリーグの女子プレミアリーグ（WPL）が開幕し、デリーにはデリー・キャピタルズ（WPL）が所在している。
デリー出身の著名なクリケット選手として、ヴィラット・コーリが挙げられる。コーリは2010年代から2020年代におけるインドを代表する選手であり、2020年に国際クリケット評議会より、過去10年間における世界最優秀選手賞を受賞した。インドではスポーツ界を越えたスーパースターであり、インド映画のトップスターを抑え、インドで最もブランド価値の高い著名人に選出された。コーリは2023年にInstagram公式アカウントのフォロワー数がアジア人として史上初の2億5000万を超えた。世界のアスリートの中でもクリスティアーノ・ロナウドとリオネル・メッシに次いで3番目にフォロワーが多い。

### その他

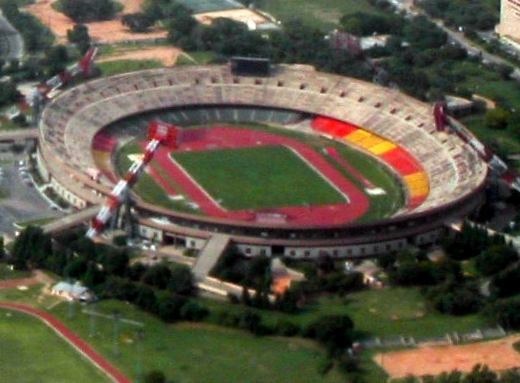
ジャワハルラール・ネルー・スタジアムはインド第三の規模のスタジアム

サッカーも人気があり、2011/12年シーズンよりIリーグに参加予定のU-19クラブはデリーを本拠地としている。デリーのサッカースタジアムはアンベードカル・スタジアムだが、もともと2万人収容の競技場に近年5万人の動員するほど人気を博している。
ラグビーも近年若年層を中心に人気が出ており、デリー・ライオンズとデリー・ハリケーンのクラブチームがある。Asian5Nations（アジア5カ国対抗ラグビー）の2010年大会の開催地となった。競技場はデリー大学北キャンパスのものが唯一。
ボクシングは郊外のグルガーオンで最も人気のスポーツとなっている。他にはフィールドホッケー、バスケットボール、テニス、ゴルフ、バドミントン、水泳などが人気である。バドミントンでは、毎年4月に世界大会であるBWFスーパーシリーズのひとつとしてインド・オープンがニューデリーで開かれている。
他にデリーにはスポーツ競技場として、ジャワハルラール・ネルー・スタジアムとインディラ・ガンディー・アリーナがある。デリーは国際的なスポーツ競技会も多く開催しており、1951年の第1回アジア競技大会と1982年の第9回アジア競技大会、2010年のコモンウェルスゲームズを開催した。
デリー郊外グレーター・ノイダ地区に建設中のブッダ・インターナショナル・サーキットで、2011年にF1のインドグランプリが開催予定である。

## ギャラリー

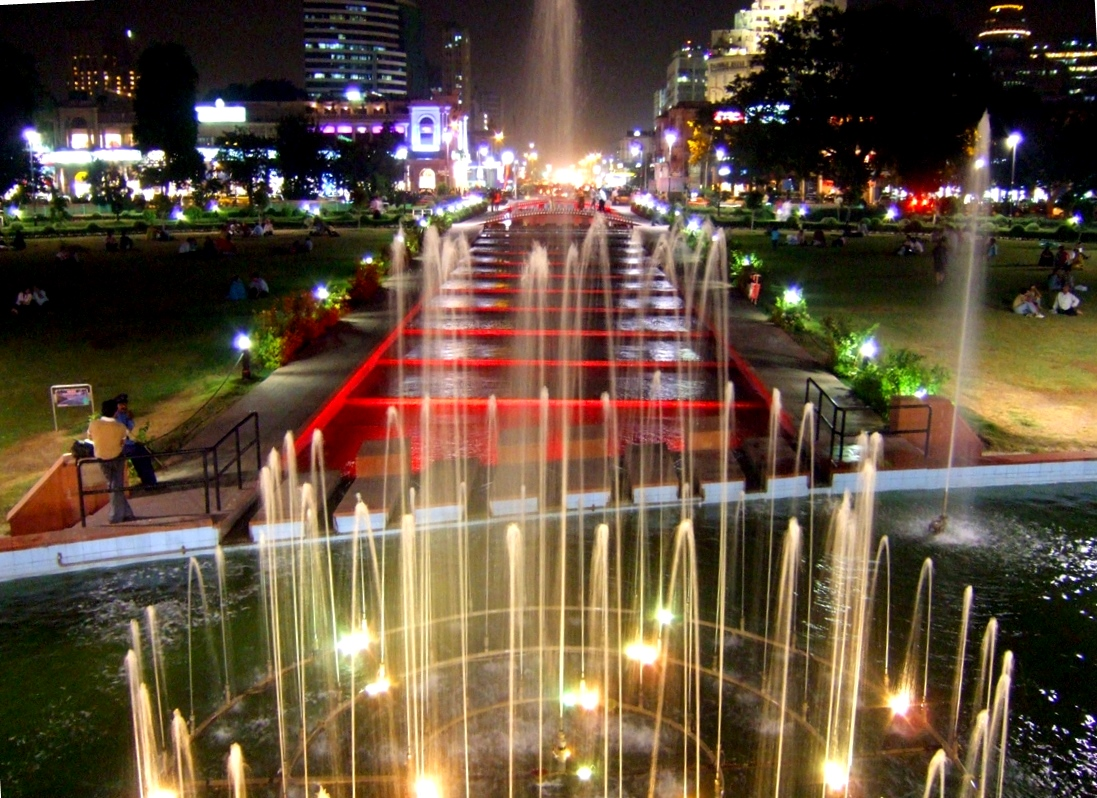
コンノート・プレイスは経済・文化の中心地
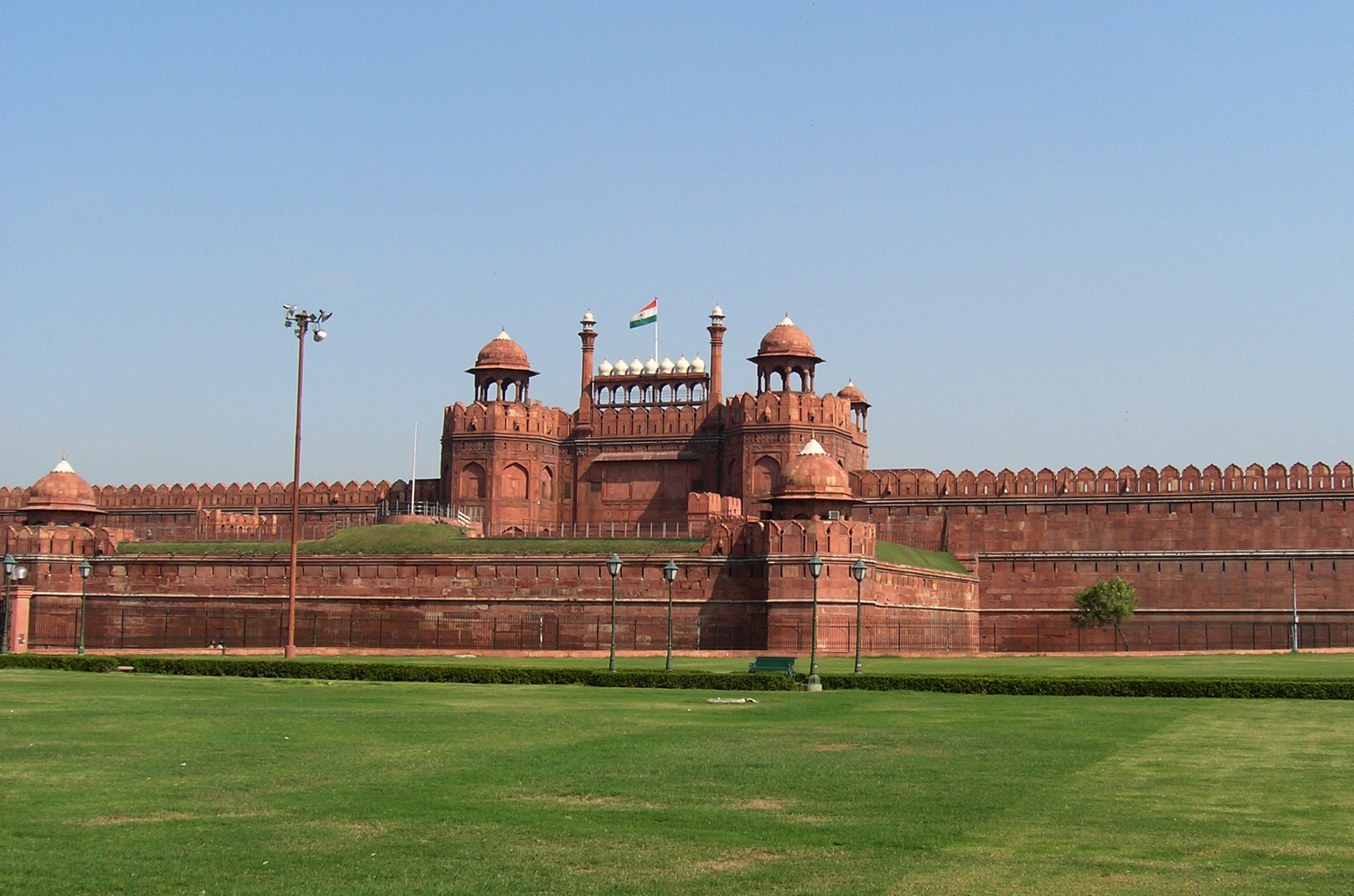
赤い城はムガル帝国時代の城塞
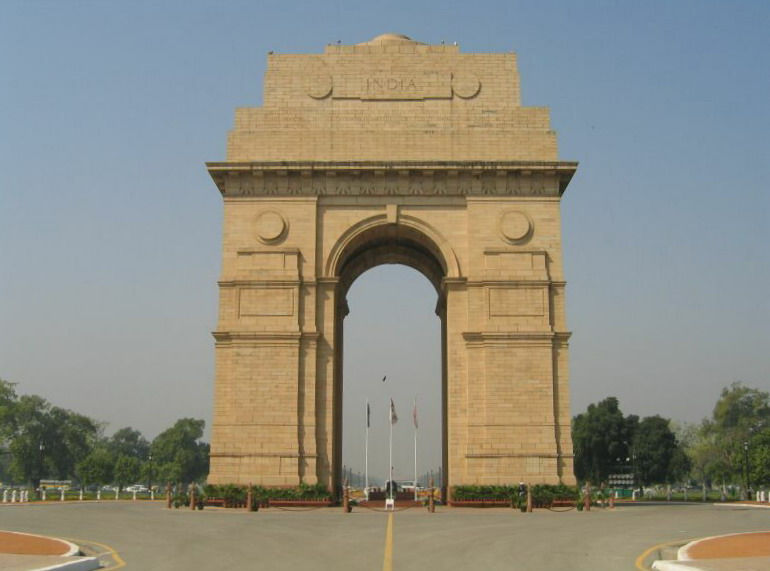
インド門は第一次世界大戦で戦死したインド兵の記念碑である。
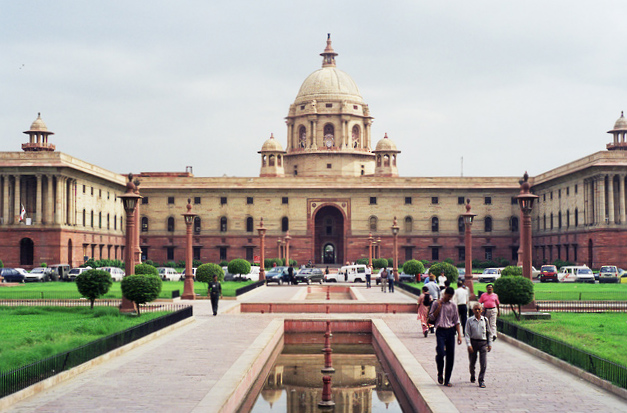
ノースブロック（政府庁舎）

## 姉妹都市
デリーは以下の都市と姉妹都市となっている。
- シカゴ、アメリカ合衆国（2001年10月 - ）[57]
- ウランバートル、モンゴル（2002年5月 - ）[58]
- モスクワ、ロシア連邦（2002年9月 - ）[58]
- ロンドン、イギリス（2007年11月‐）[56]
- 福岡県、日本（2007年3月5日 - ）[59]
- メルボルン、オーストラリア（2008年6月‐）[60]
- エレバン、アルメニア（2008年9月 - ）[61]

過去の姉妹都市
- ロサンゼルス、アメリカ合衆国
- クアラルンプール、マレーシア
- 東京都、日本
- パリ、フランス(2006年 - ）[62]
- サンクトペテルブルク（2002年 - ）、ロシア連邦[58]
- ソウル、韓国